# Habilidades interpessoais

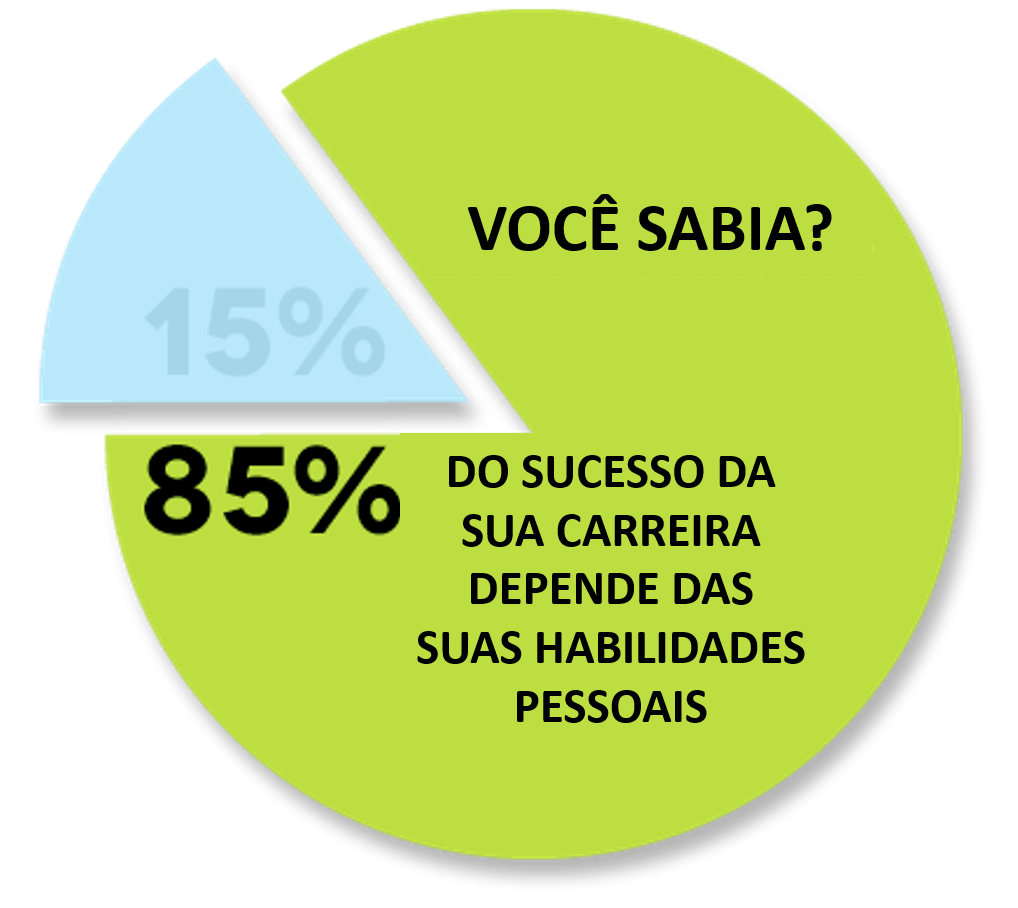
Pesquisas realizadas pela Orange County Carrer, apontaram que 85% do sucesso profissional nas carreiras, dependem das habilidades pessoais.

Habilidade interpessoal é a característica humana que facilita pessoas a se relacionarem positivamente com outras pessoas e gerar resultados edificantes dessas conexões. Contribuindo para com a postura ética de cada indivíduo, principalmente no ambiente de trabalho, sendo um critério fundamental tanto para gestores quanto colaboradores..
Estas habilidades fazem com que gestores auxiliem as organizações na atração e retenção de funcionários com alto nível de desempenho, outrossim, gestores com essas habilidades tendem a garantir um ambiente de trabalho mais agradável, que propicia a contratação e manutenção de colaboradores qualificados..
Habilidades interpessoais importantes no ambiente de trabalho
As habilidades interpessoais são uma combinação de habilidades pessoais, habilidades sociais, habilidades de comunicação, traços de personalidade ou atitudes e atributos de carreira. .
| Tipos                  | Descrição |
| ---------------------- | --- |
| Comunicação verbal     | é todo tipo de passagem ou troca de informações por meio de linguagem escrita ou falada.                                                   |
| Comunicação não verbal | compreende a expressão do pensamento por meio de elementos comunicativos sem o uso de palavras.                                            |
| Cordialidade           | é a ação de ser gentil, expressar amizade e afeto.                                                                                         |
| Objetividade           | é a qualidade daquilo que é objetivo, externo à consciência, resultado de observação imparcial, independente das preferências individuais. |
| Responsabilidade       | é o dever de arcar com as consequências do próprio comportamento ou do comportamento de outras pessoas.                                    |

Como desenvolver habilidades interpessoais:
Na lista abaixo você confere seis maneiras de desenvolver habilidades interpessoais importantes para se ter no ambiente de trabalho.
| Habilidades a desenvolver     | Descrição |
| ----------------------------- | --- |
| Saber ouvir                   | é a capacidade de atentamente compreender a mensagem que lhe é transmitida e diante disso, agir com empatia.                                                |
| Ter consciência social        | é a capacidade de desenvolver empatia, buscando agir ou pensar de modo que contribua para relacionamentos harmoniosos nos círculos sociais.                 |
| Focar na solução de problemas | consiste no uso de métodos, de uma forma ordenada, para encontrar soluções de problemas específicos.                                                        |
| Disciplina                    | é a obediência ao conjunto de regras e normas que são estabelecidos por determinado grupo.                                                                  |
| Tolerância                    | a capacidade de uma pessoa ou grupo social de aceitar outra pessoa ou grupo social, que tem uma atitude diferente das que são a norma no seu próprio grupo. |
| Resiliência                   | representa a capacidade de se adaptar ou até mesmo evoluir após momentos de adversidade.                                                                    |

Aspectos que influenciam o relacionamento interpessoal:
Os aspectos que mais influenciam o relacionamento interpessoal dentre os indivíduos da equipe pesquisada são a amizade, o respeito, a cordialidade, a cooperação e o entrosamento. Durante a pesquisa de  identificou alguns motivos que dificultam o bom relacionamento interpessoal no contexto organizacional. O estudo revelou que 72,5% dos colaboradores entrevistados estão satisfeitos com o nível de relacionamento na organização, mas 27,5% demonstraram estarem insatisfeitos e isso refere-se segundo os entrevistados, a falta de diálogo, a inveja e ao gestor agressivo. “A organização deve também assumir um compromisso maior com o colaborador, no sentido de promover sempre a construção do conhecimento, para que cada vez mais se possa melhorar o diálogo entre os níveis hierárquicos, devendo também criar oportunidades de se administrar, colocando aos colaboradores novos desafios e incentivar a ética moral, acompanhar mais de perto a realização de tarefas, dar feedback e incentivar o crescimento pessoal dentro das organizações.” . Um estudo de interesse público conduzido pelo McDonald’s no Reino Unido previu que mais de meio milhão de pessoas serão retidas dos setores de trabalho até 2020 devido à falta de habilidades sociais .

## Principais Soft Skills / Habilidades Interpessoais no mercado de Trabalho
O papel das Soft Skills na busca por empregos é essencial. Elas se referem a competências perenes, ao contrário das Hard Skills, que se referem as competências técnicas, onde uma linguagem da programação muito utilizada pode mudar completamente devido as mudanças tecnologicas; mas criatividade e capacidade de adaptação continuam sendo valorizadas. 
Para Lydia Liu, Diretora de RH da Home Credit Consumer Finance, "as Hard Skills abrem portas, as Soft Skills fazem os candidatos entrarem". De acordo com a pesquisa, 80% dos entrevistados concordam que ocorre um aumento da importância das SS para o sucesso das empresas.
De acordo com a pesquisa, as principais Soft Skills são:
| Tipos           | Descrição |
| --------------- | --- |
| Criatividade    | Significa uma forma de solucionar problemas de maneira original - algo que as máquinas não conseguem replicar adequadamente. Esta tendência aumentará exponencialmente até 2030, de acordo com uma pesquisa da McKinsey. |
| Persuasão       | Recentemente, um computador da IBM enfrentou o campeão mundial de debates - e perdeu! O caso mostra como a IA não conseguirá tão cedo dominar, no mesmo nível dos humanos, as competências de linguagem e expressão. Entre elas, Comunicação Interpessoal, Negociação, Resolução de Conflitos, Linguagem Não-Verbal, Empatia e Escuta Ativa ". Apesar da pesquisa não aprofundar o tema, percebo aplicações em todas as áreas e níveis hierárquicos das empresas. O melhor modelo para o Desenvolvimento de Carreira - o Pipeline de Liderança de Ram Charam - basicamente mostra com quem cada liderança precisa se comunicar e persuadir: você mesmo (etapa inicial e mais difícil de todas!), sua equipe, líderes de equipes, líderes de outras áreas, diretorias, CEO, conselho de administração e público externo (stakeholders como sociedade, governo e imprensa). |
| Colaboração     | Para ser efetiva necessita das duas Soft Skills anteriores, Criatividade e Persuasão. Em outras palavras, Conteúdo e Forma. É através da colaboração que as ideias conseguem se tornar produtos e serviços e gerar valor econômico. Além de saber trabalhar em grupo e com pessoas que pensam diferente de você. |
| Adaptabilidade  | Como foi citado, quem sobrevive é o mais apto, não o mais forte. E a flexibilidade é fundamental para um profissional se adaptar a um mundo que não para de mudar. Como escutei de um cliente da área de Atração e Seleção, "nós não avaliamos um candidato pelo que ele sabe. Provavelmente daqui a um ano esse saber já ficou ultrapassado. Nós o avaliamos pelo que ele não sabe - por sua capacidade de aprender rápido alguma coisa. Colocamos, no processo seletivo, um problema que nem existe ainda, ou que nós não sabemos a resposta". Por isso que já presenciei casos de bons profissionais que vieram de áreas aparentemente não-corporativas, como Jornalismo, Antropologia e Pesquisa Científica. Em geral, todos acumulam uma formação e experiência que desenvolveram a capacidade de aprender rápido, ou "aprender a aprender".                         |
| Gestão do Tempo | É essencial, porque se trata do maior ativo para pessoas e empresas. A gestão do tempo é uma grande medida da produtividade de um profissional. Mais ainda, a forma como ele aloca seu tempo diz muito sobre ele: Quais são as prioridades? O que ele considera importante e o que é secundário? Como ele gerencia seu tempo com superiores, colegas e subordinados? Essas questões são fundamentais. |

## Inteligência Emocional
Inteligência emocional (IE), é a capacidade dos indivíduos de reconhecer suas próprias emoções e as dos outros, discernir entre diferentes sentimentos e rotulá-los apropriadamente, usar informações emocionais para orientar o pensamento e o comportamento, e gerenciar e / ou ajustar as emoções para se adaptar aos ambientes ou alcançar objetivos.  
Embora o termo tenha aparecido pela primeira vez em um artigo de 1964 de Michael Beldoch, ele ganhou popularidade no livro de 1995 com esse título, escrito pelo autor e jornalista científico Daniel Goleman.  Desde essa época, Inteligência emocional e a análise de Goleman, de 1995, foram criticadas dentro da comunidade científica, apesar dos relatórios prolíficos de sua utilidade na imprensa popular.    
Goleman definiu inteligência emocional como:
"...capacidade de identificar os nossos próprios sentimentos e os dos outros, de nos motivarmos e de gerir bem as emoções dentro de nós e nos nossos relacionamentos."
Para ele, a inteligência emocional é a maior responsável pelo sucesso ou insucesso dos indivíduos. Como exemplo, recorda que a maioria das situações de trabalho é envolvida por relacionamentos entre as pessoas e, desse modo, pessoas com qualidades de relacionamento humano, como afabilidade, compreensão e gentileza têm mais chances de obter o sucesso.
Segundo ele, a inteligência emocional pode ser categorizada em cinco habilidades:
1. Autoconhecimento emocional - reconhecer as próprias emoções e sentimentos quando ocorrem;
2. Controle emocional - lidar com os próprios sentimentos, adequando-os a cada situação vivida;
3. Automotivação - dirigir as emoções a serviço de um objetivo ou realização pessoal;
4. Reconhecimento de emoções em outras pessoas - reconhecer emoções no outro e empatia de sentimentos; e
5. Habilidade em relacionamentos interpessoais - interação com outros indivíduos utilizando competências sociais.

As três primeiras são habilidades intrapessoais e as duas últimas, interpessoais. Tanto quanto as primeiras são essenciais ao autoconhecimento, estas últimas são importantes em:
1. Organização de grupos - habilidade essencial da liderança, que envolve iniciativa e coordenação de esforços de um grupo, bem como a habilidade de obter do grupo o reconhecimento da liderança e uma cooperação espontânea.
2. Negociação de soluções - característica do mediador, prevenindo e resolvendo conflitos.
3. Empatia - é a capacidade de, ao identificar e compreender os desejos e sentimentos dos indivíduos, reagir adequadamente de forma a canalizá-los ao interesse comum.
4. Sensibilidade social - é a capacidade de detectar e identificar sentimentos e motivos das pessoas.